# Alexandrine Brémond

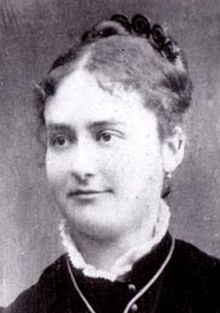
Alexandrine Brémond

 Alexandrine Brémond (auch: Brémonde de Tarascon; * 29. Oktober 1858 in Tarascon; † 22. Juni 1898 in Arles) war eine französische Dichterin okzitanischer Sprache.

## Leben und Werk
Elisabeth Alexandrine Brémond heiratete den gleichaltrigen Anwalt und Dichter Joseph Gautier und wohnte mit ihm in Fontvieille in der Nähe der Abtei Montmajour. Ab 1883 trat sie mit provenzalischer Dichtung an die Öffentlichkeit und nannte sich abwechselnd Aleissandrino Bremound und Madame Joseph Gautier. Sie schloss sich dem Félibrige an und trug dort den Namen Brémonde de Tarascon oder provenzalisch Bremoundo de Tarascoun.

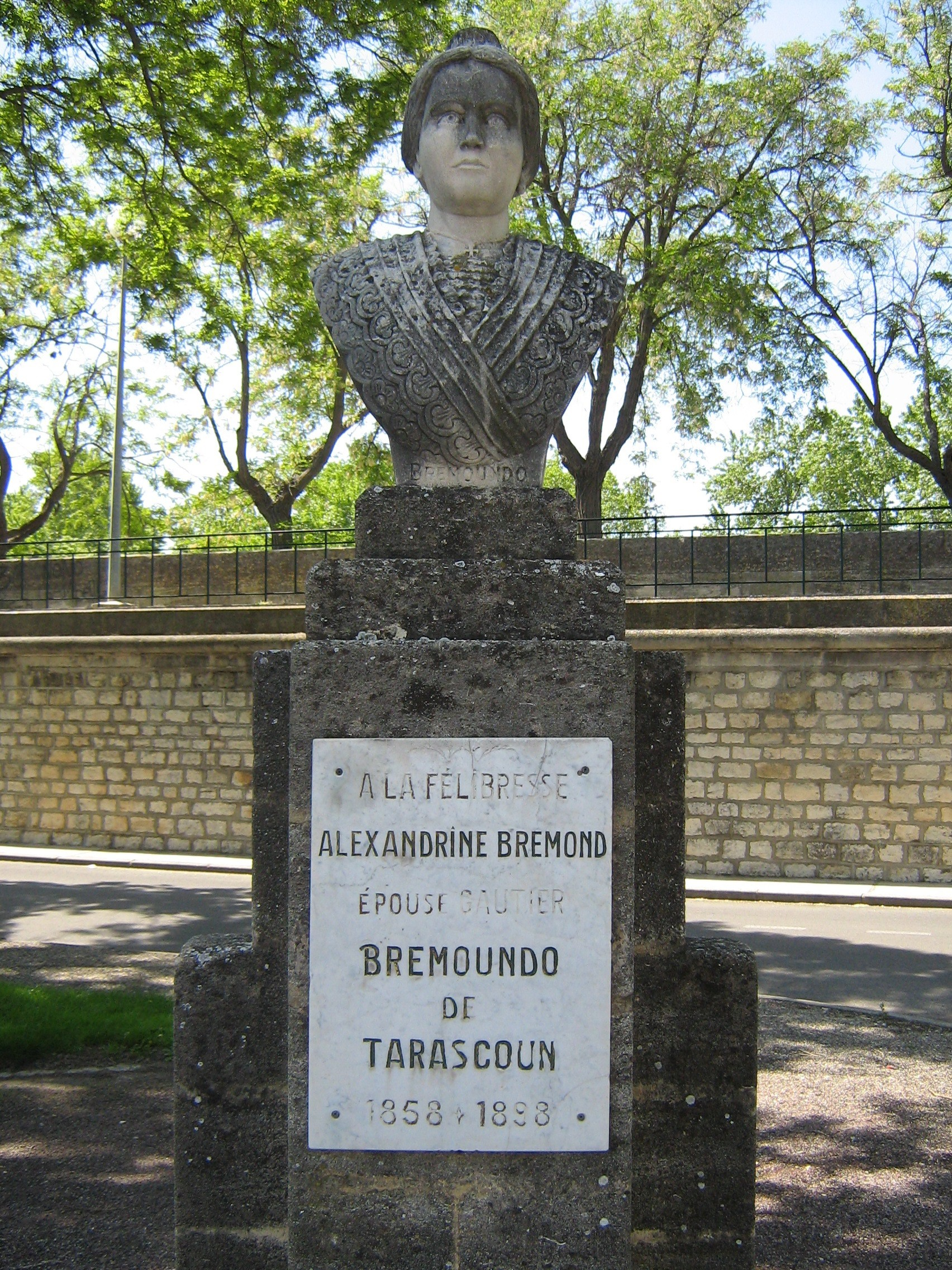
Büste mit Gedenktafel in Tarascon (1965)

Nach ihrem frühen Tod im Alter von 39 Jahren wurden ihre Dichtungen 1908 gesammelt herausgegeben. Mistral schätzte sie.
Ihr Denkmal steht in Tarascon auf dem Platz, der ihren Namen trägt. In Pertuis ist die Rue Brémonde de Tarascon nach ihr benannt.

## Werke (Auswahl)
- Velo blanco, pouësio. Trabuc et Raviolo, Marseille 1887.
- Brut de Canèu, pouësio. La Cornemuse, Marseille 1891. (Vorwort von Frédéric Mistral)
- Lou debanaire flouri. Pouësio prouvençalo. Hrsg. Marius Jouveau. J. Roumanille, Avignon 1908. (Gesammelte Werke, Einführung von Joseph Roumanille)